# Hashomer

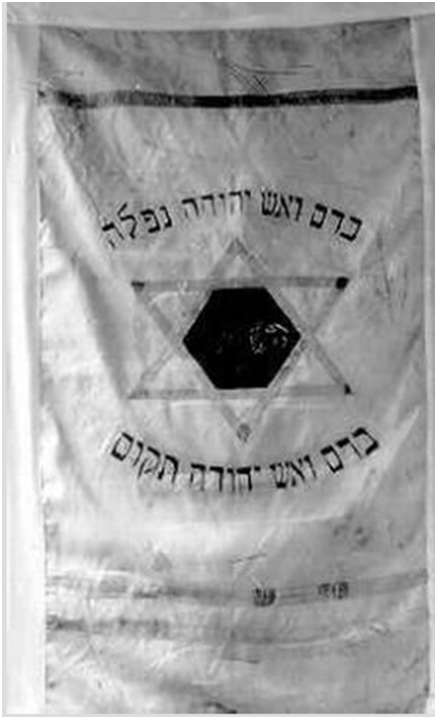
Drapeau de la Hashomer (avant 1914).

Hashomer (השומר) est une organisation de garde et de défense des implantations juives en Palestine. Elle est fondée à Kfar Tabor, durant la fête de Pessa'h en avril 1909, par des pionniers issus de la seconde Aliyah, des membres de l'organisation juive russe "Auto-défense" et des activistes de l'organisation secrète "Bar-Guiora". Ils sont pour la plupart membres du parti Poale Zion. Elle est dissoute en 1920 avec la création de la Haganah.

## Histoire
Hashomer est organisé sur le modèle d'une organisation secrète. Ses membres sont choisis après une minutieuse sélection, et intégrés par une cérémonie d'initiation. L'apparition des premiers membres de Hashomer au sein des plus anciens villages de pionniers, marque les prémices de l'organisation territoriale d'une force combattante en Terre d'Israël, vouée à la garde et à la défense des personnes comme des biens. Présents un premier temps en Galilée, ils s'étendent peu à peu en Judée et en Samarie.
Hashomer est entre autres chargé de la défense du kibboutz Merhavia dans la vallée de Jezreel. Leur arrivée au kibboutz, vêtus de leur uniforme fait grand effet. Les membres de Hashomer se rendent célèbres pour leur bravoure, leur dynamisme, leur auto-discipline et leur sens des responsabilités, qui donnent aux pionniers une nouvelle image identitaire des Juifs.
En outre l'Hashomer accorde aux femmes une place de choix dans son système original de défense. Un de ses fondateurs et chef, Israel Shohet accepte leur participation sur la base de leur motivation.
Si, au départ, le rôle de Hashomer se limite à la garde et la défense des kibboutzim du nord, il participe progressivement à la création de nouvelles implantations, telles que le moshav Tel-Adashim dans la vallée de Jezreel, et le kibboutz Kfar-Guiladi dans la Haute Galilée. Il termine par étendre son système de défense à l'ensemble du territoire.
Les membres de l'Hashomer proposèrent rapidement aux autorités turques la création d'une légion juive à part entière au sein de l’armée impériale, mais le nouveau gouverneur de la région, Djamel Pacha, rejeta cette proposition, appliquant ainsi les nouvelles directives du gouvernement jeune-turc d'abolition de toute capitulation reconnaissant les privilèges de certaines communautés, dont la communauté juive.
Pacha va même jusqu’à exiler les principaux dirigeants de la communauté juive du yishouv, signant ainsi les fin de l'hashomer, laquelle se trouve rapidement sans organisation effective.
Mais ce n'est que partie remise, car ces mêmes dirigeants reforment ensemble un groupe d'action dont Eliyahou Golomb, Vladimir Jabotinsky ou Joseph Trumpeldor qui se tournent vers les Britanniques, ennemis des Turcs, afin de rendre effectif le projet de légion juive.
Dès la déclaration de la Première Guerre mondiale, le gouvernement turc accentue la répression auprès des groupes nationalistes sionistes, dont Hashomer. Nombreux parmi les membres de ce dernier sont arrêtés, incarcérés dans les geôles de Damas, torturés et parfois même pendus.
Avec la déclaration Balfour en 1917 et le début du mandat britannique en Palestine, de nombreux pionniers ne croient plus en la nécessité de l'existence d'une force juive de défense, et comptent désormais sur l'arbitrage des nouveaux dirigeants au pouvoir. Mais avec le début des émeutes arabes et les évènements sanglants de Tel Haï en 1920, l'indifférence "hostile" des autorités britanniques amène le foyer national juif à reconsidérer la création d'une force de défense indépendante. En mai 1920, Hashomer met en place les bases d'une organisation d'auto-défense de plus grande envergure en Terre d'Israël. Hashomer est dissoute, et naît la Hagana. Quelques-uns des ex-membres de Hashomer créent parallèlement l'organisation de défense Gdoud Haavoda. Lors des évènements sanglants de 1929, ce dernier rejoint les rangs de la Hagana.
Hashomer compte, durant toute son existence, entre 40 et une centaine de membres.